# Uropetala carovei
Uropetala carovei är en trollsländeart. Uropetala carovei ingår i släktet Uropetala och familjen Petaluridae. IUCN kategoriserar arten globalt som livskraftig.

## Underarter
Arten delas in i följande underarter:
- U. c. carovei
- U. c. chiltoni

## Bildgalleri

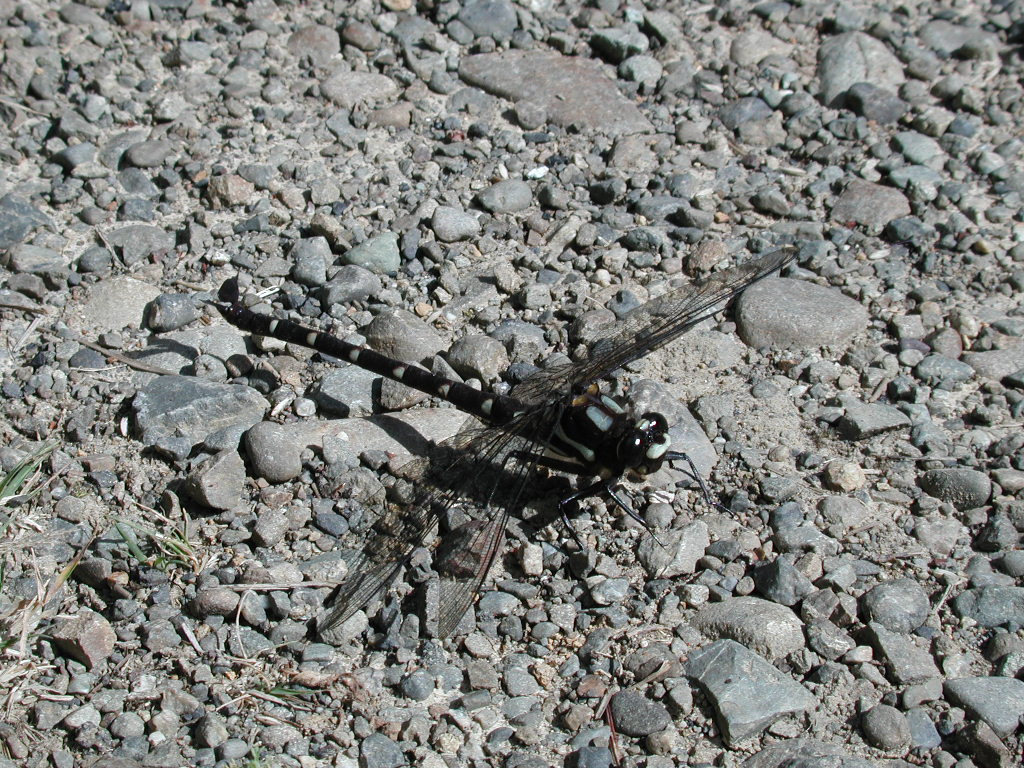
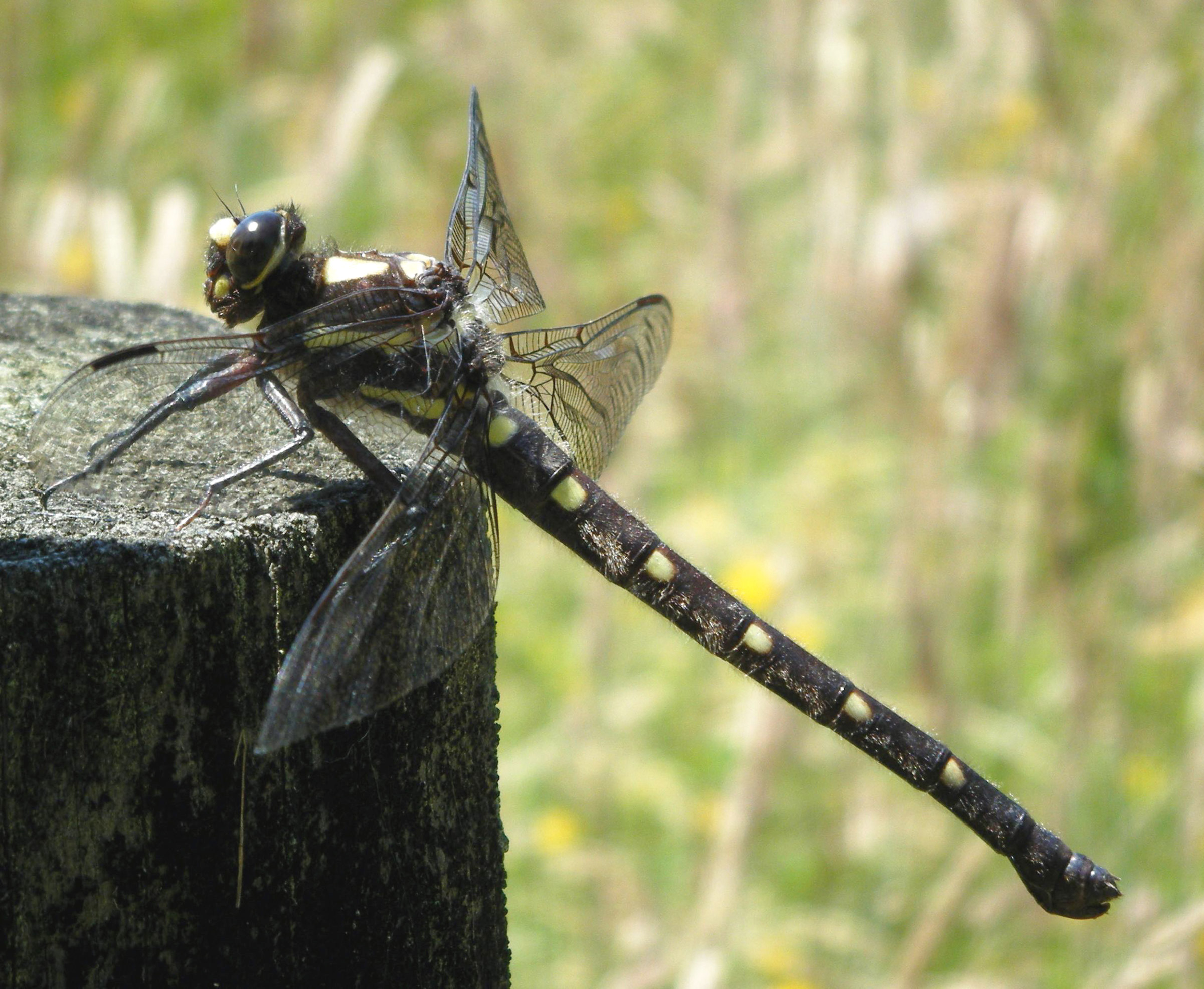
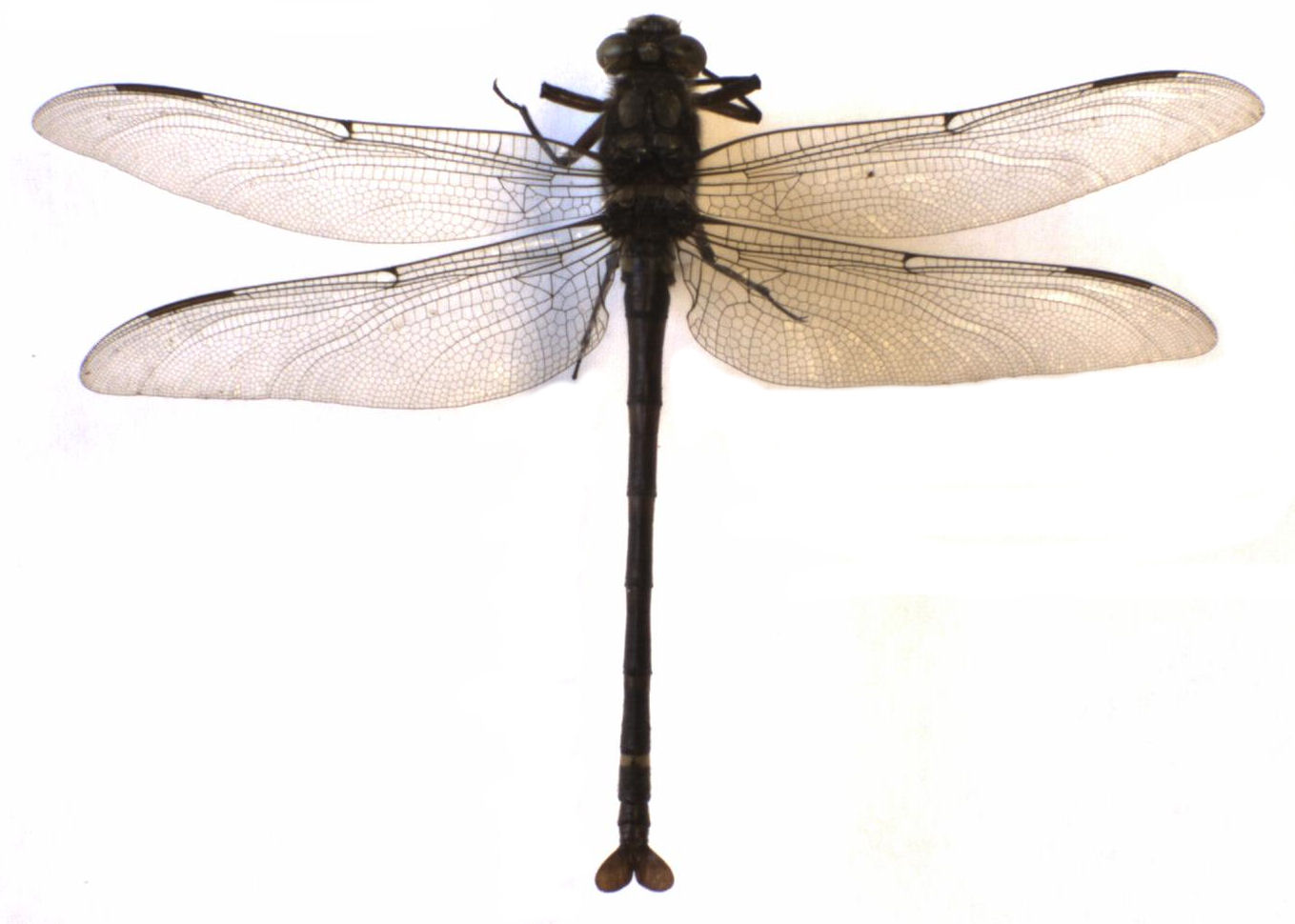